# Рафка Петра Хобок Ар-Рейс
Ребекка Пéтра Хоббок Ар-Реєс, Ребекка П'єретта Арре, Рафка Бутроса Ар-Рейс, англ. Rafqa Pietra Choboq Ar-Rayès, 29 червня 1832 — 23 березня 1914, відома також як Свята Рафка (арабський варіант імені Ребекка) — ліванська маронітська свята, канонізована 10 червня 2001 р.

## Ранні роки
Народилась 29 червня 1832 року в селищі Хімлая, коло міста Бікфайя, району Північний Метн у Лівані, за 30 км від Бейруту. При хрещенні отримала ім'я Бутроси (Петроніна, П'єріна в честь апостола Петра (Бутрос арабською Петро). У віці шести років втратила матір, батько незабаром одружився вдруге. Через фінансові труднощі в сім'ї дівчину відправили на роботу прислужницею. Згодом мачуха вирішила віддати 14-річну Бутосу заміж за свого брата, а дядько за свого сина. Виниклий внаслідок цього сімейний конфлікт підштовхнув дівчину до більш глибокого релігійного життя та бажання вступити до монастиря.

## Роки в конгрегації Маріамат
У 14-річному віці Бутроса стала жити в монастирі Діви Марії Ізбавительки у місті Бікфайя. Батько та мачуха намагались забрати її додому, але дівчина відмовилась із ними зустрітись, після чого більше ніколи їх не бачила. З ініціативи одного із ліванських священників в цей час була організована жіноча конгрегація «Дочки Марії Непорочного Зачаття» («Маріамат»). Її метою було поєднання релігійного життя з освітою і ім'я 21-річної Бутроси було включено в список перших учасниць. В лютому 1855 року вона стала послушницею під іменем Анісса (Аґнес). Виконуючи роботу катехитки у Гірському Лівані була свідком спровокованої турками різанини християн, в результаті якої загинуло кілька тисяч людей та зруйновано сотні храмів. Ховаючи полою свого одягу їй вдалось врятувати від смерті одну дитину переслідувану солдатами.
У 1862 році принесла перші монаші обіти та була скерована на роботу у семінарію міста Ґазір. Головним її заняттям було завідуванням семінарською кухнею. У вільний час вивчала арабську мову, каліграфію, математику та навчала дівчат, що хотіли вступити у її конгрегацію. Згодом була скерована навчати дітей у школі міста Бібл. Через рік її разом із кількома іншими сестрами перевели у село Маад для заснування та підтримання школи в якій Бутроса провела наступні сім років життя.

## Роки в Ліванському Маронітському ордені
В 1871 році, наступає криза і розпуск конгрегації Маріамат, вона вступає до маронітського монастиря Св. Симона. Склавши у 1872 році обіти отримала ім'я Рафка (Ребекка), на честь її матері. Тут пройшли наступні 26 років її життя.
На дванадцятому році перебування в монастирі, в жовтні 1885 року, вона раптово захворіла на важку хворобу очей. Причину хвороби у своїй автобіографії Рафка описує так:
„ Я зайшла до церкви і почала молитись. Бачачи що я була здорова і за своє життя ніколи не хворіла я почала говорити Богу: «Чому, о мій Боже, Ти відсторонився від мене і покинув мене?» …Під час сну я відчула надзвичайно сильний біль, що поширювався над моїми очима аж до стану в якому ви бачите мене, сліпою і паралізованою, і оскільки я сама просила про хворобу я не можу дозволити собі скаржитись“
Хоча своє прагнення страждань Рафка пов'язувала із бажанням досвідчити частину Христових Страстей, настоятелька монастиря наполягла на медичному втручанні. Після двох років страждань і болів, у столиці Лівану Бейруті, американський лікар зробив їй операцію із видалення ока, перед якою Рафка відмовилась від знеболення. Один із священників, що був свідком цих подій згадує:
„Перед операцією я попросив лікаря зробити анестезію ока, щоб Рафка не відчула болі, проте вона відмовилась. Лікар посадив її і ввіткнув довгий скальпель у її око… око вискочило і впало на підлогу, злегка сіпаючись. Рафка не скаржилася, тільки говорила «у єдності із Страстями Христовими»“.
Через короткий час хвороба поширилась і на її ліве око. Протягом наступних 12 років вона продовжувала страждати від болів у голові.

## Роки у монастирі Св. Йосифа

осліпла і паралізована Рафка лежить на ліжку незадовго до смерті

Після будівництва нового монастиря Св. Йосипа у Джрабті, шість сестер ліванського маронітського ордену, між ними і Рафка були переселені туди на чолі із матір'ю Урсулою. Присутність Рафки яка мужньо переносила свою сліпоту і біль мала морально підтримати інших не чисельних сестер в їх турботах про облаштуванню нового місця. В 1899 році вона втратила зір і лівого ока, а незабаром стала частково паралізованою.
23 березня 1914 року Рафка померла, її тіло було поховане на монастирському цвинтарі.

## Прозріння на годину
В життєписах Рафки наводиться випадок з останніх років її життя, котрий змусив вже тоді замислитись над її святістю. Перебуваючи в новому монастирі Св. Йосифа, настоятелька мати Урсула запитала Рафку чи не хотіла б вона прозріти і побачити гори та прекрасну природу навколо монастиря. Рафка відповіла що хотіла б прозріти тільки на годину щоб побачити одну настоятельку. Раптом, коли мати Урсула вже збиралась покидати келію, Рафка посміхнулась і сказала що бачить її. Настоятелька стала проводити експерименти запитуючи про наявність та вигляд різних речей що знаходились в кімнаті. Остаточно в прозріня Рафки повірили після того коли вона детально описала різнокольоровий візерунок на покривалі. Через годину Рафка знову перестала бачити.

## Беатифікація та канонізація
Процес беатифікації був розпочатий у грудні 1925 року, а дослідження на предмет можливої канонізації у травні 1926 року. 1927 року тіло Рафки було перенесене із цвинтаря до монастирської каплиці. Була зарахована до лику блаженних 17 листопада 1985 р. Канонізована 10 травня 2001 р. Вважається покровителькою хворих і сиріт.